# Gahal
Gahal (גח"ל) var ett sionistiskt högerparti i Israel. 
Namnet är en förkortning för Gush Herut-Liberalim.
Gahal bildades 1965 genom samgående mellan Herut och det Liberala Partiet och fick 22 mandat i Knesset. Partiet deltog i den nationella samlingsregeringen under sexdagarskriget och satt med i regeringen även nästa mandatperiod men lämnade den p.g.a. delade meningar rörande den s.k. "Rogers-planen" för fred.
1973 gick Gahal samman med andra borgerliga partier och bildade Likud.
Gahal utgjorde en självständig gruppering inom Likud till 1988 då man officiellt upplöstes och blev en del av enhetspartiet Likud.